# Le Petit Ménestrel
Pour les articles homonymes, voir Ménestrel (homonymie).
Le Petit Ménestrel est une collection de disques pour enfants dont le principe éditorial est d'être accompagnés par un livre illustré, d'où leur nom de « livres-disques ». Créée en 1953 par Lucien Adès, cette collection était diffusée à l'origine par le label discographique français disques Adès.

## Historique
Libraire passionné de littérature enfantine, Lucien Adès crée en 1953 le concept de « livre-disque » (un petit livre accompagné de l'enregistrement discographique du texte) et fonde pour l'occasion les disques Lucien Adès / Le Petit Ménestrel. S'assurant le concours des plus grands comédiens français pour la narration, son catalogue va des contes et légendes à l'adaptation de romans populaires, en passant par les comptines ou les biographies de musiciens célèbres.
Fort de son succès, il contacte le représentant de la Walt Disney Company en France, Armand Bigle, et obtient la licence des films et des longs-métrages d'animation de la société américaine, pour réaliser des adaptations phonographiques (qu'il réalise en grande partie lui-même) mêlant narration, extraits de dialogues et chansons du film.
Il exporte le concept aux États-Unis dès 1957 avec le même succès. Les énormes bénéfices lui permettent parallèlement de produire des enregistrements classiques, contemporains, traditionnels ou de variétés sous le label disques Adès. Une série de disques sans livret  reprenant les génériques ou les chansons de dessins animés, d'émissions ou de séries télévisées, est également lancée dans la collection Le Petit Ménestrel (cf. série 10.000).
Lucien Adès cède sa société en 1988. Le Petit Ménestrel tombe dans le giron d'Universal Music France (sous distribution Accord), qui en assure encore partiellement la réédition, alors que la « division Disney » est rachetée par Walt Disney Records.
La qualité des interprétations reste aujourd'hui un modèle du genre, s'appuyant sur des acteurs et des doubleurs rompus aux enregistrements radiophoniques en direct, à une époque où la télévision était encore peu répandue.

### Slogan et signature publicitaire
- Un des tout premiers slogans publicitaire de la collection est « Lisez l'histoire… Regardez les images… Écoute leur voix… ». Il figure notamment sur la couverture de Pinocchio[2] (ALB. 3).
- Sur les premiers albums, comme Bambi (ALB. 6), figure la mention « disque incassable », ce qui constitue une nouveauté pour l'époque.
- « La première et la plus belle collection de livres-disques pour enfants. » Ce slogan apparait au moment du passage en couleurs du logo Le Petit Ménestrel et figure en 4e de couverture au milieu des années 1960[3].
- Le logo représentant un ménestrel a été décliné selon les années en noir et blanc, en bi-chromie (bleu) et en couleurs.

## Catalogue détaillé

### Albums illustrés avec78 tours

#### Format carré 17 cm (reliure spirale métallique)
| Réf.   | Titre      | Année | Adaptation | Narrateur       | Comédiens, chanteurs, musiciens | Illustrations, format et notes                                                                 |
| ALB. 1 | Cendrillon | 1953  | Adaptation française de Jacques Legris d'après le dessin animé de Walt Disney. Paroles de chansons de Louis Sauvat. Arrangements musicaux de Yves Darriet. | François Périer | Avec la voix de Francette Vernillat (Cendrillon). | Illustrations en couleurs et en monochromie bleu. Livre cartonné 24 pages - disque incassable. |
| ALB. 2 | Peter Pan  | 1953  | Adaptation française de Jacques Legris d'après le dessin animé de Walt Disney. Arrangements musicaux de Yves Darriet.                                      | François Périer | Avec les voix de Michel Dumur (Peter Pan), Régine Chantal (Wendy), Georges Poujouly (Jean), Yves-Marie Maurin (Michel), Jacques Hilling (Capitaine Crochet), Guy Piérauld (Mouche), Yves Peneau, Jean Adès, Jean-Pierre Maurin, Patrick Maurin (Enfants perdus), Charles Imbert. | Illustrations en couleurs et bleu. Livre cartonné 24 pages - disque incassable.                |

### Albums illustrés avecLP33 tours

#### 1resérie: Format carré 17 cm (reliure spirale métallique) avec LP
| Réf.     | Titre                                                           | Année  | Adaptation | Narrateur                               | Comédiens, chanteurs, musiciens | Illustrations, format et notes |
| ALB. 3   | Pinocchio                                                       | 1954   | Jacques Legris (texte), Yves Darriet (chansons) d'après le dessin animé de Walt Disney                                         | François Périer                         | Avec les voix de Pierre Larquey (Geppetto), Stéphane Golmann (Jiminy), Jean Adès (Pinocchio). | Grand prix du disque de l'Académie Charles-Cros 1954. Livre cartonné 24 pages - disque incassable. Réédition ultérieure sous les réf. ALB. 253 et ALB. 354. |
| ALB. 4   | Fanfan la Tulipe                                                | 1955   | d'après le film de Christian-Jaque.                                                                                            | Gérard Philipe                          | | Livre cartonné 12 pages - LP 33t. |
| ALB. 5   | Cadet Rousselle                                                 | 1955   | d'après le film d'André Hunebelle.                                                                                             | François Périer                         | | Livre cartonné 12 pages - LP 33t. |
| ALB. 6   | Bambi                                                           | 1955   | Jacques Legris (texte), Georges Tabet et Yves Darriet (chansons) d'après le dessin animé de Walt Disney                        | Pierre Larquey                          | Avec les voix de Christian Fourcade (Pan-Pan), Jean Adès (Bambi), Serge Lecointe (Bambi), Claudine Chabut (Faline), Ariane Muratore (la reine), Yves Peneau (Père Hibou) et la participation de Catherine Le Couey.                                                              | Illustrations en couleurs et sepia et paroles des chansons. Livre cartonné - LP 33t. Réédité sous la réf. ALB. 254.                                         |
| ALB. 8   | La Cigale et la Fourmi                                          | 1955   | Jean Image (texte) d'après son dessin animé inspiré de Jean de La Fontaine ; Joseph Kosma (musique)                            | François Périer                         | Avec les voix de Claude Santelli et Marie Merlin. | Illustrations de Jean Image. Livre cartonné 12 pages - LP 33t.                                                                                              |
| ALB. 9   | Blanche-Neige et les Sept Nains                                 | 1955   | Lucien Adès (texte), Yves Darriet (chansons)                                                                                   | François Périer                         | Avec les voix de Lucienne Pacley, Ariane Muratore, Roger Coggio, Jacques Provins ; Jany Sylvaire, Aimé Doniat (chansons) | |
| ALB. 10  | Mozart raconté aux enfants                                      | 1955   | Georges Duhamel de l'Académie française ; extraits musicaux tirés de l'œuvre de Wolfgang Amadeus Mozart                        | Gérard Philipe                          | | Illustrations en couleurs de Maurice Tapiero. Livre cartonné - LP 33t. Réédité sous la réf. ALB. 310.                                                       |
| ALB. 11  | 20.000 lieues sous les mers                                     | 1955   | Jean Bolo (texte), Jacques Proterat (chansons) d'après le film de Walt Disney inspiré de Jules Verne ; Maurice Jarre (musique) | Jean Gabin                              | Avec les voix de Jean Gabin (le capitaine Némo), Jean-Pierre Lituac, Jacques Galipeau, O'Brady. | Illustrations de Raoul Auger. Réédition ultérieure sous la réf. ALB. 87 et ALB. 357.                                                                        |
| ALB. 12  | La Belle et le Clochard                                         | 1956   | Jean Bolo (texte) d'après le film de Walt Disney ; Georges Delerue (musique)                                                   | François Périer                         | Avec les voix de Marguerite Cassan (Lady), Jean Negroni (Clochard), Sylvine Delannoy (Juliette), Alex Thomas (Rafaël) et les chansons du film. | Livre cartonné 24 pages - LP 33t. Réédité sous la réf. ALB. 255.                                                                                            |
| ALB. 13  | Le Loup et l'Agneau                                             | 1955   | Jean Bolo (texte) d'après le dessin animé de Jean Image inspiré de Jean de La Fontaine ; Joseph Kosma (musique)                | François Périer                         | | Illustrations de Jean Image. Livre cartonné 12 pages - LP 33t.                                                                                              |
| ALB. 14  | Les Trois Petits Cochons                                        | 1956   | Jean Bolo (texte), R. Valaire et Georges Delerue (chansons) d'après le dessin animé de Walt Disney.                            | Jean Bolo                               | Avec les voix de Jean Chevrin (le loup), Bernard Roux (Nif-Nif), Jean Adès (Nouf-Nouf), Piere Maggiora (Naf-Naf). Chanson interprétée par Noël Guyves. | Livre cartonné 12 pages - LP 33t. Réédition sous réf. ALB. 114.                                                                                             |
| ALB. 15  | Chopin raconté aux enfants                                      | 1956   | |                                         | | Livre cartonné - LP 33t. Réédition sous réf. ALB.315 |
| ALB. 16  | Davy Crockett                                                   | 1956   | d'après la série télévisée de Walt Disney ; Francis Blanche (chanson), Maurice Jarre (musique)                                 | François Périer                         | Avec les voix de Serge Reggiani (Davy Crockett), Jacques Provins (Russel), Michel Mery (Norton), Christian Gentil (Jackson), Olivier Jeanès (chanson). | Grand prix du disque de l'Académie Charles-Cros 1956. Livre cartonné - LP 33t. Réédition sous réf. ALB351/ ST351.                                           |
| ALB. 17  | La Cantate du jardin vert                                       | 1956   | |                                         | | Livre cartonné - LP 33t. |
| ALB. 18  | La Grande Parade de Disney                                      | 1956?  | d'après les films de Walt Disney                                                                                               |                                         | Avec les voix de Jean Adès, Régine Chantal, Stéphane Golmann, Andrée Grandjean, Pierre Maggiora, Bernard Roux, Jany Sylvaire, Nicole Vervil. Chansons interprétées par Alain Nancey et la petite Fanfan.                                                                         | Livre cartonné 12 pages - LP 33t. |
| ALB. 19  | Les Plus Belles Fables de La Fontaine                           | 1957 ? | d'après l'œuvre de Jean de La Fontaine                                                                                         |                                         | | Livre cartonné - LP 33t. |
| ALB. 20  | L'Alphabet en musique                                           | 1957 ? | |                                         | | Livre pop-up cartonné - LP 33t. |
| ALB. 21  | Le Petit Agneau et le Grand Méchant Loup                        | 1957 ? | d'après le film de Jean Image inspiré de Jean de La Fontaine ; Joseph Kosma (musique)                                          | François Périer                         | | Illustrations de Jean Image. Livre cartonné - LP 33t. |
| ALB. 22  | Oh ! Les Jolies Rondes et Chansons (vol.1)                      | 1957   | Chants traditionnels | (pas de narration)                      | Christane Legrand, Anne Germain, Jean Cussac, Henry Talourd. Ensemble instrumental sous la direction de Jean Baïtzouroff. | Illustrations de Maurice Tapiero. Livre cartonné 12 pages - LP 33t. Réédition sous réf. ALB. 101.                                                           |
| ALB. 23  | Rondes de Grande-Bretagne                                       | 1957   | Chants traditionnels | —                                       | | Livre cartonné 12 pages - LP 33t. |
| ALB. 24  | Le Petit Poucet                                                 | 1957   | Claude Dufresne (texte) d'après Charles Perrault, Vincent Vial (musique), Jean-Jacques Bloch (chansons)                        | Jean Desailly                           | Avec les voix de Robert Marcy (le bûcheron, l'ogre), Caroline Cler (la femme du bûcheron) et Jean Adès (le petit Poucet). | 6 illustrations en relief de Gildas. Livre pop-up cartonné en relief, format à l'italienne 12 pages - LP 33t.                                               |
| ALB. 25  | Ali Baba et les Quarante Voleurs                                | 1958?  | |                                         | | Livre pop-up cartonné - LP 33t. |
| ALB. 26  | La Légende du Père Noël                                         | 1958?  | |                                         | | Livre cartonné 12 pages - LP 33t. |
| ALB. 27  | Les Sept Péchés de la semaine de Jano Martin                    | 1958?  | |                                         | | Livre cartonné 12 pages - LP 33t. |
| ALB. 28  | Don Quichotte de la Mancha                                      | 1958   | Lucien Adès? d'après Cervantès                                                                                                 | Gérard Philipe                          | Avec la voix de Jacques Fabbri | Illustrations de Maurice Tapiero. Livre cartonné - LP 33t. Réédition sous réf. ALB. 302.                                                                    |
| ALB. 29  | Le Cirque                                                       | 1958?  | |                                         | | Livre cartonné 12 pages - LP 33t. |
| ALB. 30  | Une aventure de Babar                                           | 1958   | Alain Carel (texte) d'après la comédie de Jean de Brunhoff et Léon Chancerel ; Pierre Vellones (musique)                       | Léon Chancerel et Olivier Hussenot      | Avec les voix de Yves Joly, Olivier Hussenot, Madeleine Barbulée, André Var, Janine de Waleyne. | Illustrations de Laurent de Brunhoff. Réédition sous réf. ALB. 307.                                                                                         |
| ALB. 31  | Schubert raconté aux enfants                                    | 1959   | Claude Dufresne (texte) ; extraits musicaux tirés de l'œuvre de Franz Schubert                                                 | Jean Topart                             | Avec la voix de Claude Laydu (Schubert). | Illustrations en couleurs de Maurice Tapiero. Livre cartonné 16 pages - LP 33t. Réédition sous réf. ALB. 314.                                               |
| ALB. 36  | Les Trois Mousquetaires                                         | 1959   | Alain Ollivier (texte) d'après l'œuvre de Alexandre Dumas ; Maurice Jarre (musique)                                            | Daniel Sorano                           | Avec les voix de la troupe du TNP. | Livre cartonné - LP 33t. Réédition sous réf. ALB. 303. |
| ALB. 37  | Les Travaux d'Hercule                                           | 1959?  | | Laurence Badie                          | | Livre cartonné 12 pages - LP 33t. |
| ALB. 38  | Lambert le lion bêlant                                          | 1959?  | Jean Malac (texte et chansons) d'après le dessin animé de Walt Disney ; Claude Valéry (musique)                                | Caroline Cler                           | Avec les voix de Caroline Cler et Olivier Jeanès. | Livre cartonné 12 pages - LP 33t. |
| ALB. 39  | Bravo, Hiawatha !                                               | 1959?  | d'après le dessin animé de Walt Disney                                                                                         |                                         | | Livre cartonné 12 pages - LP 33t. |
| ALB. 40  | Donald apprend à voler                                          | 1959?  | Jean Malac (texte et chansons) d'après les personnages de Walt Disney ; Claude Valéry (musique)                                | Claude Normand                          | Avec la voix de Fanny Rigaud. | Livre cartonné 12 pages - LP 33t. |
| ALB. 41  | Frère Jacques ou le Solfège sans larmes                         | 1959   | Aimé Doniat, Lucien Adès | Aimé Doniat                             | | Illustrations de Maurice Tapiero |
| ALB. 42  | Oh ! Les Jolies Rondes et Chansons (vol. 2)                     | 1959   | Chants traditionnels | Denise Benoit                           | Ensemble instrumental sous la direction de Jean Baïtzouroff. | Illustrations de Maurice Tapiero. Livre cartonné 12 pages - LP 33t. Réédition sous réf. ALB. 102                                                            |
| ALB. 43  | Signé Zorro                                                     | 1959   | d'après la série télévisée de Walt Disney ; Claude Séjade (chansons)                                                           | Daniel Gélin                            | Avec les voix de Daniel Gélin (Zorro), Jean Bolo (Commandant Monastario), Gaëtan Jor (Sergent Garcia), Gérard Dournel (Padre Felipe). | Réédition sous réf. ALB. 359/ ST359/ ST3950 |
| ALB. 44  | Les Aventures de Spirou : Le Repaire de la Murène               | 1959   | Yvan Delporte et André Franquin (texte) d'après la bande dessinée de Franquin ; Vincent Vial et Henri Seroka (musique)         | Michel Gonzalès                         | Avec les voix de Jean Bolo (le comte de Champignac), Gérard Dournel (John Héléna, dit « la Murène »), Michel Gonzalès (Spirou), Gaëtan Jor (Hamadryas), Roger Trécan (Marco) et Pierre Vernier (Fantasio). Chanson interprétée par Henri Seroka.                                 | Illustrations de Franquin. Livre cartonné - LP 33t. |
| ALB. 45  | La Belle au bois dormant                                        | 1959   | Lucien Adès (texte), Henry Lemarchand, Michel Lukine (chansons) d'après le dessin animé de Walt Disney                         | Michèle Morgan                          | Avec les voix de Sylvie Favre (Aurore/Églantine), Roger Coggio (Philippe), Lucienne Letondal (Jouvence), Sylvine Delannoy (Sapience), Laurence Badie (Bénévole), Muse Dalbray (Maléfice), Gérard Dournel (Roi Hubert), Huguette Boulangeot, Chœurs Marguerite Murcier (chansons) | Livre cartonné - LP 33t. |
| ALB. 46  | Bach raconté aux enfants                                        | 1959   | José Bruyr (texte) ; extraits musicaux tirés de l'œuvre de Jean-Sébastien Bach                                                 | Pierre Blanchar, Jean Bolo              | Avec les voix de Jocelyne Bressy, Jacques Classe, Didier Clément, Claire Diamant, Dominique Diamant, Dominique Madalena, Yannick Maloire. | Illustrations en couleurs de Maurice Tapiero. Livre cartonné 16 pages - LP 33t.                                                                             |
| ALB. 49  | Ben-Hur (2LP)                                                   | 1960   | d'après le film MGM réalisé par William Wyler                                                                                  | Jean Desailly                           | Avec la voix de Serge Reggiani | Livre cartonné - 2 LP 33t. |
| ALB. 50  | ''La Vie de Beethoven racontée aux enfants                      | 1960   | Jacques Pradère (texte) ; extraits musicaux tirés de l'œuvre de Ludwig van Beethoven                                           | Madeleine Renaud et Jean-Louis Barrault | | Illustrations de Maurice Tapiero Réédition sous réf. ALB. 311. Livre cartonné - LP 33t.                                                                     |
| ALB. 51  | Douze fables de La Fontaine                                     |        | d'après l'œuvre de Jean de La Fontaine                                                                                         | François Périer et Jacques Fabbri       | | Illustrations de Maurice Tapiero. Réédition sous réf. ALB. 304.                                                                                             |
| ALB. 54  | Les Robinsons des mers du Sud                                   | 1961?  | d'après le film de Walt Disney                                                                                                 | François Périer                         | | Livre cartonné - LP 33t. |
| ALB. 55  | Les 101 Dalmatiens                                              | 1961   | Lucien Adès d'après le dessin animé de Walt Disney                                                                             | Jacques Duby                            | Avec les voix de Geneviève Morel, Gaëtan Jor, Françoise Bertin, Gérard Lorin, Marie Médioni, Yves Peneau, Colette Teissèdre et Jean Bolo. | Illustrations couleurs et noir et blanc tirées du film. Livre cartonné 26 pages - LP 33t.                                                                   |
| ALB. 56  | Shakespeare vivant                                              | 1961?  | |                                         | | Livre cartonné, reliure métallique - LP 33t. |
| ALB. 58  | Blanche-Neige et les Sept Nains                                 | 1962   | Jean Bolo d'après le dessin animé de Walt Disney                                                                               | Dany Robin                              | Avec les voix de Claude Nollier (la Reine), Sylvine Delannoy (Blanche-Neige), Gaëtan Jor (Grincheux, Atchoum, le Miroir magique), François Timmerman, Roland Koessler, Fred Descamps. Ensemble musical sous la direction de Jean Baïtzouroff.                                    | Livre cartonné - LP 33t. Réédition sous référence ALB. 353.                                                                                                 |
| ALB. 60  | Blanche-Neige et les Sept Nains / La Belle au bois dormant      | 1963 ? | Jean Bolo, d'après les dessins animés de Walt Disney                                                                           | Dany Robin / Michèle Morgan             | | Coffret 2 livres cartonnés - 2 LP 33t et en coffret luxe avec l'album La Belle au bois dormant, raconté par Michèle Morgan.                                 |
| ALB. 63  | Liszt raconté aux enfants                                       |        | José Bruyr (texte) ; extraits musicaux tirés de l'œuvre de Franz Liszt                                                         | Jacques Dacqmine                        | | Livre cartonné - LP 33t. Réédition sous référence ALB. 312.                                                                                                 |
| ALB. 73  | Ohé ! Joë                                                       | 1966   | d'après les dessins animés de Jean Image. Musique et chansons de Michel Emer.                                                  | Jacques Fabbri.                         | Avec les voix de Philippe Mahrer (Joë), Philippe Campos (Bzz), Régine Campos (la reine des abeilles) | Illustrations de Jean Image. Livre cartonné - LP 33t. |
| ALB. 80  | Mary Poppins                                                    | 1964   | d'après le film de Walt Disney                                                                                                 | Jean Desailly                           | Avec les voix de Simone Valère (Mary Poppins), Jacques Duby (Bert), Gaëtan Jor (M. Banks, l'Amiral Boum), Franck Olivier, Christiane Legrand, Bobby Martin (chansons) Hubert Rostaing (dir. musicale).                                                                           | Livre cartonné - LP 33t. Réédition sous réf. ALB. 356. |
| ALB. 83  | L'Apprenti sorcier / Pierre et le Loup                          | 1964   | d'après les dessins animés de Walt Disney. Musique de Paul Dukas et Prokofiev                                                  | Jean-Claude Brialy                      | | Livre cartonné - LP 33t. Réédition sous réf. ALB. 322. |
| ALB. 87  | 20.000 lieues sous les mers                                     | 1964   | |                                         | | Réédition de ALB. 11. Livre cartonné - LP 33t. |
| ALB. 89  | Une fête chez Caroline                                          | 1964   | Lucienne Gomot et Jacqueline Pierre d'après les albums de Pierre Probst                                                        |                                         | | Illustrations de Pierre Probst. Livre cartonné - LP 33t. Réédition sous référence ALB. 151.                                                                 |
| ALB. 90  | Caroline au ranch                                               | 1964   | Lucienne Gomot et Jacqueline Pierre d'après les albums de Pierre Probst                                                        |                                         | | Illustrations de Pierre Probst. Livre cartonné - LP 33t. Réédition sous réf. ALB. 152.                                                                      |
| ALB. 101 | Oh ! Les Jolies Rondes et Chansons (vol. 1)                     | 1965   | Chants traditionnels |                                         | | Réédition de la réf. ALB22. Livre cartonné - LP 33t. |
| ALB. 102 | Oh ! Les Jolies Rondes et Chansons (vol. 2)                     | 1965   | Chants traditionnels |                                         | | Réédition de la réf. ALB. 42. Livre cartonné - LP 33t. |
| ALB. 103 | Oh ! Les Jolies Rondes et Chansons (vol. 3)                     | 1965   | Chants traditionnels | Marc et André                           | Ensemble instrumental sous la direction de Jean Baïtzouroff. | Illustrations de Maurice Tapiero. Livre cartonné 12 pages - LP 33t.                                                                                         |
| ALB. 104 | Oh ! Les Jolies Rondes et Chansons (vol. 4)                     | 1965   | Chants traditionnels | Marc et André                           | Ensemble instrumental sous la direction de Jean Baïtzouroff. | Illustrations de Maurice Tapiero. Livre cartonné 12 pages - LP 33t.                                                                                         |
| ALB. 105 | Oh ! Les Jolies Rondes et Chansons (vol. 5)                     | 1965   | Chants traditionnels | Denise Benoit                           | Ensemble instrumental sous la direction de Jean Baïtzouroff. | Illustrations de Maurice Tapiero. Livre cartonné 12 pages - LP 33t.                                                                                         |
| ALB. 106 | Oh ! Les Jolies Rondes et Chansons (vol. 6)                     | 1965   | Chants traditionnels | Denise Benoit                           | Ensemble instrumental sous la direction de Jean Baïtzouroff. | Illustrations de Maurice Tapiero. Livre cartonné 12 pages - LP 33t.                                                                                         |
| ALB. 107 | Oh ! Les Jolies Rondes et Chansons (vol. 7)                     | 1965   | Chants traditionnels | Maîtrise d'Enfants de l'ORTF            | Chœur et ensemble instrumental sous la direction de Jacques Jouineau. | Illustrations de Maurice Tapiero. Livre cartonné 12 pages - LP 33t.                                                                                         |
| ALB. 112 | Aglaé et Sidonie                                                | 1969   | André Joanny (texte et chansons) d'après le feuilleton télévisé de l'ORTF ; Pierre Arvay (musique)                             |                                         | | Livre cartonné 12 pages, sans spirales - LP 33t. |
| ALB. 114 | Les Trois Petits Cochons                                        | 1965?  | |                                         | Réédition de ALB. 14. Livre cartonné - LP 33t. | |
| ALB. 115 | Les trois petits cochons s'en vont en guerre                    | 1965?  | Jean Bolo d'après les personnages de Walt Disney                                                                               |                                         | | Livre cartonné - LP 33t. |
| ALB. 127 | Nounours : Hello! Nounours en route pour l'Angleterre, patron ! | 1965   | |                                         | | Livre cartonné 12 pages - LP 33t. |
| ALB. 129 | Nounours : Olé! Nounours en route pour l'Espagne, patron !      | 1965?  | |                                         | | Livre cartonné - LP 33t. |
| ALB. 134 | Babar au Cirque                                                 | 1965?  | d'après l'œuvre de Jean de Brunhoff.                                                                                           |                                         | | Illustrations de Laurent de Brunhoff. Livre cartonné - LP 33t.                                                                                              |
| ALB. 136 | Nounours : Nounours et le Père Noël                             | 1965?  | |                                         | | Livre cartonné - LP 33t. |
| ALB. 151 | Une fête chez Caroline                                          | 1965?  | Lucienne Gomot et Jacqueline Pierre d'après les albums Caroline de Pierre Probst                                               |                                         | | Illustrations de Pierre Probst. Réédition de ALB. 89. Livre cartonné - LP 33t.                                                                              |
| ALB. 152 | Caroline au ranch                                               | 1965?  | Lucienne Gomot et Jacqueline Pierre d'après les albums Caroline de Pierre Probst                                               |                                         | | Illustrations de Pierre Probst. Réédition de ALB. 90. Livre cartonné - LP 33t.                                                                              |
| ALB. 153 | Le Voyage de Caroline                                           | 1965?  | Lucienne Gomot et Jacqueline Pierre d'après les albums Caroline de Pierre Probst                                               |                                         | | Illustrations de Pierre Prosbt. Livre cartonné - LP 33t. |
| ALB. 201 | Le Petit Poucet                                                 | 1966   | d'après le conte de Charles Perrault                                                                                           | Jean Desailly                           | | Illustrations de Maurice Tapiero. Livre cartonné - LP 33t. Grand prix du disque de l'Académie Charles-Cros 1966.                                            |
| ALB. 202 | Le Petit Chaperon rouge                                         | 1966   | d'après le conte de Charles Perrault                                                                                           | Micheline Dax                           | | Illustrations de Maurice Tapiero. Livre cartonné - LP 33t.                                                                                                  |
| ALB. 203 | Riquet à la houppe                                              |        | d'après le conte de Charles Perrault                                                                                           |                                         | | Illustrations de Maurice Tapiero. Livre cartonné - LP 33t.                                                                                                  |
| ALB. 205 | Peau d'âne                                                      | 1966   | d'après le conte de Charles Perrault                                                                                           | Simone Valère                           | | Illustrations de Maurice Tapiero. Livre cartonné - LP 33t.                                                                                                  |
| ALB. 206 | Riquet à la Houppe                                              | 1966   | Marie Mesenge d'après le conte de Charles Perrault                                                                             | Jean-Claude Drouot et Anna Gaylor       | Avec les voix de Claire Duhamel, Monique Martial et Jean Bolo. | Illustrations de Maurice Tapiero. Livre cartonné - LP 33t.                                                                                                  |
| ALB. 211 | Ali-Baba et les Quarante Voleurs                                | 1966   | | Jacques Provins et Michel Mery.         | | Illustrations de Maurice Tapiero. Livre cartonné - LP 33t. Grand prix du disque de l'Académie Charles-Cros 1966.                                            |
| ALB. 212 | Aladin et la Lampe merveilleuse                                 | 1966   | | Jean-Claude Drouot                      | | Illustrations de Maurice Tapiero. Livre cartonné - LP 33t.                                                                                                  |
| ALB. 213 | La Chèvre de monsieur Seguin                                    | 1966   | d'après Alphonse Daudet | Pierre Brasseur                         | | Livre cartonné - LP 33t. |
| ALB. 214 | Joë, petit boum-boum                                            | 1966   | d'après les dessins animés de Jean Image. Musique et chansons de Michel Emer                                                   | Jacques Fabbri                          | Avec les voix de Philippe Mahrer (Joë), Philippe Campos (Bzz), Régine Campos (la reine des abeilles). Chansons interprétées par Christiane Legrand. | Illustrations de Jean Image. Livre cartonné - LP 33t. Réédité en 1972 sous la même référence.                                                               |
| ALB. 216 | Dame cigale au pays des fourmis                                 |        | D'après la fable de la fontaine et le film de Jean Image                                                                       | François Périer                         | texte de Claude Santelli, dit par François Périer, musique de Joseph Kosma, chansons chantées par Marie Merlin, violon: Gilbert Brel | Livre cartonné - LP 33t. |
| ALB. 251 | Cendrillon                                                      | 196?   | d'après le dessin animé de Walt Disney.                                                                                        | François Périer                         | | Livre cartonné - LP 33t. |
| ALB. 252 | Peter Pan                                                       | 196?   | d'après le dessin animé de Walt Disney.                                                                                        | François Périer                         | | Livre cartonné - LP 33t. |
| ALB. 253 | Pinocchio                                                       | 1966   | (voir édition originale) |                                         | | Réédition de ALB. 3. Livre cartonné - LP 33t. Grand Prix du disque de l'Académie Charles-Cros 1954.                                                         |
| ALB. 254 | Bambi                                                           | 1966   | |                                         | | Réédition de ALB. 6. Livre cartonné - LP 33t. |
| ALB. 255 | La Belle et le Clochard                                         | 1966   | (voir édition originale) |                                         | | Réédition de ALB. 12. Livre cartonné - LP 33t. |

#### 2esérie300: Format carré 25 cm avec LP
| Réf.     | Titre                                                             | Année  | Adaptation | Narrateur                                        | Comédiens, chanteurs, musiciens | Illustrations, format et notes                                                                          |
| ALB. 301 | Fanfan la Tulipe                                                  | 1967   | Lucien Adès d'après le film de Christian-Jaque et les dialogues d'Henri Jeanson. Musique de Georges van Parys et Maurice Jarre | Gérard Philipe                                   | Avec les voix de Georges Wilson, Monique Chaumette et Daniel Sorano. | Illustrations de Maurice Tapiero. Livre cartonné - LP 33t.                                              |
| ALB. 302 | Don Quichotte de la Mancha                                        | 1967   | Lucien Adès? d'après Cervantès                                                                                                 | Gérard Philipe                                   | Avec la voix de Jacques Fabbri | Illustrations de Maurice Tapiero. Réédition de ALB. 28. Livre cartonné - LP 33t.                        |
| ALB. 303 | Les Trois Mousquetaires                                           | 1967   | Alain Ollivier (texte) d'après l'œuvre de Alexandre Dumas ; Maurice Jarre (musique)                                            | Daniel Sorano                                    | Avec les voix de la troupe du TNP. | Réédition de ALB. 36 Livre cartonné - LP 33t.                                                           |
| ALB. 304 | Douze fables de La Fontaine                                       | 1967 ? | d'après l'œuvre de Jean de La Fontaine                                                                                         | François Périer et Jacques Fabbri                | | Illustrations de Maurice Tapiero. Réédition de ALB. 51                                                  |
| ALB. 305 | Poil de carotte                                                   | 1967 ? | d'après l'œuvre de Jules Renard                                                                                                | Madeleine Renaud                                 | Avec les voix de Madeleine Renaud, Georges Wilson, Denise Benoit et Gérard Lartigau. | Illustrations en couleurs de Maurice Tapiero                                                            |
| ALB. 306 | Les Mirifiques Aventures de Grandgousier, Gargantua et Pantagruel | 1968   | d'après Rabelais | Jacques Fabbri                                   | Avec les voix de Michel Galabru, Claude Piéplu. | Illustrations en couleurs de Maurice Tapiero.                                                           |
| ALB. 307 | Une aventure de Babar                                             | 196?   | (voir édition originale) |                                                  | | Réédition de ALB.30.                                                                                    |
| ALB. 308 | David et Goliath                                                  | 1968   | Suzanne et André Gallois | Jean Marais                                      | Avec les voix de Jean-Claude Drouot, Danielle Volle, Pierre Tornade, Gaëtan Jor. | Illustrations en couleurs de Maurice Tapiero.                                                           |
| ALB. 309 | Ulysse et les Cyclopes                                            | 1968   | d'après Homère | Philippe Noiret                                  | Avec les voix de Guy Pierauld, Gaëtan Jor, Jacques Fayet. | Illustrations en couleurs de Maurice Tapiero. Livre cartonné 24 pages - planche à colorier - LP 33t.    |
| ALB. 310 | Mozart raconté aux enfants                                        | 1968   | Georges Duhamel ; extraits musicaux tirés de l'œuvre de Wolfgang Amadeus Mozart                                                | Gérard Philipe                                   | | Illustrations en couleurs de Maurice Tapiero. Réédition de ALB.10. Livre cartonné - LP 33t.             |
| ALB. 311 | Beethoven raconté aux enfants                                     |        | Jacques Pradère (texte) ; extraits musicaux tirés de l'œuvre de Ludwig van Beethoven                                           | Madeleine Renaud et Jean-Louis Barrault          | | Illustrations de Maurice Tapiero Réédition de ALB. 50. Livre cartonné - LP 33t.                         |
| ALB. 312 | Liszt raconté aux enfants                                         |        | José Bruyr (texte) ; extraits musicaux tirés de l'œuvre de Franz Liszt                                                         | Jacques Dacqmine                                 | | Réédition de ALB. 63. Livre cartonné - LP 33t.                                                          |
| ALB. 313 | La vie de Bach raconté aux enfants                                |        | Jacques Pradère (texte) ; extraits musicaux tirés de l'œuvre de Jean-Sébastien Bach                                            | Denis Manuel                                     | | Illustrations en couleurs de Maurice Tapiero. Livre cartonné, reliure métallique - LP 33t.              |
| ALB. 314 | La vie de Schubert raconté aux enfants                            |        | Claude Dufresne (texte) ; extraits musicaux tirés de l'œuvre de Franz Schubert                                                 | Jean Topart                                      | Avec la voix de Claude Laydu (Schubert). | Illustrations en couleurs de Maurice Tapiero. Réédition de ALB. 31. Livre cartonné - LP 33t.            |
| ALB. 315 | Chopin raconté aux enfants                                        |        | Claude Dufresne (texte) ; extraits musicaux tirés de l'œuvre de Frédéric Chopin                                                | Lucien Adès                                      | Avec les voix de Jean Desailly et Simone Valère. | Illustrations en couleurs de Maurice Tapiero. Livre cartonné 16 pages, reliure métallique - LP 33t.     |
| ALB. 316 | Schumann raconté aux enfants                                      |        | Jacques Pardère (texte), Lucien Adès (adaptation) ; extraits musicaux tirés de l'œuvre de Robert Schumann                      | Michel Bouquet                                   | Avec les voix de Danielle Volle, Sylvine Delannoy, Gaëtan Jor et Jacques Fayet. | Illustrations en couleurs de Maurice Tapiero. Livre cartonné 20 pages - LP 33t.                         |
| ALB. 317 | Hector Berlioz raconté aux enfants                                |        | Henry Barraud (texte) ; extraits musicaux tirés de l'œuvre d'Hector Berlioz                                                    | Jean-Louis Barrault                              | Avec les voix de Gaëtan Jor et Jacques Fayet. | Illustrations en bleu de Maurice Tapiero. Livre cartonné 24 pages - planche à colorier - LP 33t.        |
| ALB. 318 | Vivaldi raconté aux enfants                                       | 1970   | Jean Roy (texte) ; extraits musicaux tirés de l'œuvre d'Antonio Vivaldi                                                        | François Périer                                  | Avec les voix de Gaëtan Jor et Jacques Fayet. | Illustrations en couleurs de Maurice Tapiero. Livre cartonné 20 pages - planche à colorier - LP 33t.    |
| ALB. 319 | Wagner raconté aux enfants                                        |        | Marie Kosma-Merlin (texte), Lucien Adès (adaptation) ; extraits musicaux tirés de l'œuvre de Richard Wagner                    | Jean Piat                                        | | Illustrations en couleurs de Maurice Tapiero. Livre cartonné 20 pages - LP 33t.                         |
| ALB. 320 | Tchaïkovski raconté aux enfants                                   | 1971   | Michel Hofmann (texte) ; extraits musicaux tirés de l'œuvre de Piotr Ilitch Tchaïkovski                                        | Emmanuèle Riva                                   | Avec les voix de Francis Huster (Tchaïkovski), Gaëtan Jor et Magali Clément. | Illustrations en couleurs de Maurice Tapiero. Livre cartonné 20 pages - LP 33t.                         |
| ALB. 321 | Children's Corner ou le Coin des enfants                          | 1966   | Six contes écrits par Lucien Adès, inspirés de l'œuvre de Claude Debussy.                                                      | Micheline Presle et Jacques Duby                 | Avec Claude Helffer (piano). | Illustrations de Maurice Tapiero. Livre cartonné - LP 33t.                                              |
| ALB. 322 | L'Apprenti sorcier / Pierre et le Loup                            | 196?   | d'après les dessins animés de Walt Disney. Musique de Paul Dukas et Prokofiev                                                  | Jean-Claude Brialy                               | | Réédition de ALB. 83 . Livre cartonné - LP 33t.                                                         |
| ALB. 323 | Contes d'Andersen                                                 | 1969   | d'après l'œuvre de Hans Christian Andersen                                                                                     | Anne Vernon, Denise Benoit                       | Avec les voix de Linette Lemercier, Jacqueline Pierre, Gaëtan Jor, Jacques Fayet. | Illustrations de Maurice Tapiero. Livre cartonné - LP 33t.                                              |
| ALB. 324 | Sinbad le marin                                                   | 1969   | d'après une fable perse | Christian Marin                                  | Avec les voix de Christian Marin, Jean-Paul Coquelin, Jacques Fayet. | Illustrations de Maurice Tapiero. Livre cartonné - LP 33t.                                              |
| ALB. 329 | Les Plus Belles Fables de La Fontaine                             | 1969   | d'après l'œuvre de Jean de La Fontaine. Extraits musicaux de Rameau et Couperin.                                               | François Périer, Pierre Bertin et Jacques Fabbri | | Illustrations de Maurice Tapiero. Livre cartonné - LP 33t.                                              |
| ALB. 330 | Pierre et le Loup                                                 | 1971 ? | d'après le poème symphonique de Sergueï Prokofiev                                                                              | Claude Dauphin                                   | Orchestre philharmonique de Berlin sous la direction de Fritz Lehmann | Livre cartonné - LP 33t.                                                                                |
| ALB. 332 | La Chèvre de M. Seguin                                            |        | d'après le conte d'Alphonse Daudet                                                                                             | Michel Galabru                                   | Maîtrise et orchestre de chambre de l'ORTF sous la direction de Jacques Jouineau | Livre cartonné - LP 33t.                                                                                |
| ALB. 341 | Gagarine premier homme de l'espace, sa vie, ses exploits          | 1969   | évocation historique de Claude Appell                                                                                          |                                                  | voix de Michel Le Royer, Gabriel Cattand, Jean Bolo, Jean-Paul Coquelin, Michel Derain et Françoise Binois | Livre cartonné - LP 33t                                                                                 |
| ALB. 345 | Scènes d'enfants                                                  | 1972   | Claire Frédéric (texte), Jean Bolo (adaptation), d'après l'œuvre de Robert Schumann.                                           | Laurent Terzieff, Pascale de Boysson             | Avec la voix d'Éric Metayer. Au piano, Claude Helffer. | Illustrations en couleurs de Maurice Tapiero. Livre cartonné 20 pages - LP 33t.                         |
| ALB. 347 | Mendelssohn raconté aux enfants                                   |        | Lucien Adès (texte), Jean Bolo (adaptation) ; extraits musicaux tirés de l'œuvre de Felix Mendelssohn                          | Marie Dubois                                     | Avec les voix de Jean Bolo, Jean-Paul Coquelin, Jean-François Lucas. | Illustrations en couleurs de Maurice Tapiero. Livre cartonné 20 pages - LP 33t.                         |
| ALB. 351 | Davy Crockett                                                     | 197?   | (voir édition originale) |                                                  | | Réédition de ALB. 16. Livre cartonné - LP 33t. Grand Prix du disque de l'Académie Charles-Cros 1956.    |
| ALB. 352 | La Belle au bois dormant                                          | 196?   | (voir édition originale) |                                                  | | Réédition de ALB. Livre cartonné - LP 33t.                                                              |
| ALB. 353 | Blanche-Neige et les Sept Nains                                   | 196?   | (voir édition originale) |                                                  | | Réédition de ALB. 60. Livre cartonné - LP 33t.                                                          |
| ALB. 354 | Pinocchio                                                         | 196?   | (voir édition originale) | Sophie Desmarets                                 | | Réédition partielle de ALB. 3. Livre cartonné - LP 33t.                                                 |
| ALB. 355 | Merlin l'Enchanteur                                               |        | Lucien Adès (texte), Christian Jollet (chansons) d'après le dessin animé de Walt Disney                                        | Georges Chamarat                                 | Avec les voix de Gaëtan Jor (Archimède), Claire Mafféi (Dame Mim), Philippe Mahrer (Moustique), Jacques Provins (Hector), Anne Germain, Jean Cussac, Popoff (chansons), Jean Baïtzouroff (direction musicale). | Réédition de ALB. Livre cartonné - LP 33t.                                                              |
| ALB. 356 | Mary Poppins                                                      | 197?   | d'après le film de Walt Disney                                                                                                 | Jean Desailly                                    | Avec les voix de Simone Valère (Mary Poppins), Jacques Duby (Bert), Gaëtan Jor (M. Banks, l'Amiral Boum), Franck Olivier, Christiane Legrand, Bobby Martin (chansons) Hubert Rostaing (dir. musicale). | Réédition de ALB.80. Livre cartonné - LP 33t.                                                           |
| ALB. 357 | 20.000 lieues sous les mers                                       | 196?   | (voir édition originale) |                                                  | | Réédition de ALB. 11. Livre cartonné - LP 33t.                                                          |
| ALB. 358 | Winnie l'ourson et l'Arbre à miel                                 | 196?   | Louis Sauvat d'après le dessin animé de Walt Disney                                                                            |                                                  | Avec les voix de Roger Carel (Winnie, Coco Lapin), Henry Djanik (Maître Hibou), Jo Charrier (Grignotin), Benjamin Boda (Jean-Christophe), Pierre Marret (Bourriquet), Michelle Dorney, Suzy Dornac, Jean-Claude Michel, Jacques Motto, Robert Tropin, Christian Parriel, Janine de Waleyne (chansons). | Livre cartonné - LP 33t.                                                                                |
| ALB. 359 | Signé Zorro                                                       | 1969   | (voir édition originale) |                                                  | | Réédition de ALB. 43 . Livre cartonné - LP 33t.                                                         |
| ALB. 360 | Toutes les aventures des trois petits cochons                     | 1969   | d'après les personnages de Walt Disney                                                                                         | Jean Bolo                                        | | Livre cartonné - LP 33t.                                                                                |
| ALB. 370 | Chopin raconté aux enfants                                        |        | Claude Dufresne (texte) ; extraits musicaux tirés de l'œuvre de Frédéric Chopin                                                | Delphine Seyrig                                  | Avec la voix de Francis Huster (Chopin). | Illustrations en couleurs de Maurice Tapiero. Rééditions partielle de ALB.315. Livre cartonné - LP 33t. |
| ALB. 390 | Vive... la rue Sésame                                             | 1978   | |                                                  | Avec les voix de Philippe Dumat (Ernest), Henri Djanick (Bart), Georges Atlas (Macaron), Beatrice Delfe (Getrude), Jacques Deschamps (Lhorible), Francis Lax (Grover), Lucien Morisse (Toccata), Claude Sonneville (Toccata voix chantée), Georges Mosca (Mordicus), Denis Demoulin (Mordicus, voix chantée), Monique Tarbès (Clémence), Édith Garnier (Odile), Roger Elcourt (Roger) et Maxime Arcos (Maxime). | Livre cartonné - LP 33t.                                                                                |

#### 3esérie400: Format carré 25 cm (reliure spirale métallique) avec 2 LP
Cette série marque le début d'une nouvelle numérotation à partir de l'album 400/1.
| Réf.        | Titre                                  | Année  | Adaptation                                                                                            | Narrateur       | Comédiens, chanteurs, musiciens | Illustrations, format et notes                                           |
| ALB. 401/2  | Les Misérables (2LP)                   | 1967 ? | Adaptation phonographique d'après l'œuvre de Victor Hugo                                              | François Périer | Avec les voix de Georges Wilson, Sylvie Favre, Roger Coggio.                                                                          | Livre cartonné - 2 LP 33t.                                               |
| ALB. 403/4  | Ben-Hur (2LP)                          | 1967 ? | | Jean Desailly   | Avec la voix de Serge Reggiani. | Livre cartonné - 2 LP 33t.                                               |
| ALB. 405/6  | Robinson Crusoé (2LP)                  | 1968   | D'après la série télévisée de Jean Sacha tirée du roman de Daniel Defoe. Musique de Georges van Parys |                 | Avec les voix de Robert Hoffmann (Robinson Crusoë) et Fabian Cevallos (Vendredi).                                                     | Livre cartonné - 2 LP 33t.                                               |
| ALB. 407/8  | Molière pour la joie des enfants (2LP) | 1968   | Création et adaptation phonographique de Jean Meyer                                                   | Jean Meyer      | Avec les voix d'Anna Gaylor, Danielle Volle, Jean Parédès, etc. (vol. 1) ; Robert Hirsch, Jean Richard, Claudine Auger, etc (vol. 2). | Illustrations en couleurs de Maurice Tapiero. Livre cartonné - 2 LP 33t. |
| ALB. 411/12 | La Flûte enchantée (2LP)               | 1968   | D'après l'opéra de Mozart                                                                             | Claude Rich     | | Livre cartonné - 2 LP 33t.                                               |

### Albums illustrés avecEP45 tours

#### 4esérie: Format carré 17 cm avec EP
| Réf.     | Titre                                                                  | Année | Adaptation                                                                                                | Narrateur            | Comédiens, chanteurs, musiciens | Illustrations, format et notes                                                       |
| ALB. 139 | Les Rêves de Nestor : Nestor, le Jardin magique et les Grosses Légumes |       | | Nestor, David Michel | | Illustrations de Norbert Fersen Livre cartonné - EP 45t.                             |
| ALB. 139 | Candy Candy                                                            |       | d'après le dessin animé d'Antenne 2                                                                       | Perrette Pradier     | | Illustrations de Nadine Forster et Maurice Tapiero Livre cartonné 24 pages - EP 45t. |
| ALB. 155 | Une aventure de Tom et Jerry : Un chat qui dort... dîne                |       | d'après les personnages de dessin animé                                                                   | Roger Pierre         | | Illustrations de Nadine Forster. Livre cartonné - EP 45t.                            |
| ALB. 158 | Le Reveil de Mordicus                                                  | 1978  | d'après la série télévisée de TF1                                                                         |                      | Avec les voix de Lucien Morisse (Toccata), Claude Sonneville (Toccata voix chantée), Georges Mosca (Mordicus), Denis Demoulin (Mordicus voix chantée), Monique Tarbès (Clemence), Edith Garnier (Odile), Roger Elcourt (Roger) et Maxime Arcos (Maxime) | Texte et illustrations de Nadine Forster et Maurice Tapiero Livre 24 pages - EP 45t. |
| ALB. 159 | Ernest et Bart reçoivent leurs amis                                    | 1978  | d'après la série télévisée de TF1                                                                         |                      | Avec les voix de Philippe Dumat (Ernest), Henri Djanik (Bart), Georges Atlas (Macaron), Béatrice Delfe (Gertrude), Jacques Deschamps (L'Horrible) et Francis Lax (Grover)                                                                               | Texte et illustrations de Nadine Forster et Maurice Tapiero Livre 24 pages - EP 45t. |
| ALB. 160 | Une aventure de Tom et Jerry : Tom chat policier contre Super-Jerry    |       | d'après les personnages de dessin animé                                                                   | Roger Pierre         | | Illustrations de Nadine Forster. Livre cartonné - EP 45t.                            |
| ALB. 164 | Chansons dorées de notre enfance                                       | 1975  | |                      | Les petits chanteurs de Vincennes Maîtrise d'enfants de Radio-France Denise Benoit - Marc et André | Illustrations de Maurice Tapiero. Livre cartonné - EP 45t.                           |
| ALB. 173 | Maya l'abeille et Max le ver de terre                                  | 1978  | Texte et illustrations de Nadine Forster et Maurice Tapiero d'après la série télévisée                    |                      | avec les voix originales | Livre cartonné 24 pages - EP 45t.                                                    |
| ALB. 186 | Candy en route pour le Mexique                                         |       | d'après le dessin animé d'Antenne 2                                                                       | Perrette Pradier     | | Illustrations de Nadine Forster et Maurice Tapiero Livre cartonné 24 pages - EP 45t. |
| ALB. 191 | Une aventure de Tom et Jerry : Tom et Jerry au Far-west                |       | d'après les personnages de dessin animé                                                                   | Roger Pierre         | | Illustrations de Nadine Forster. Livre cartonné - EP 45t.                            |
| ALB. 193 | La Naissance de Pinocchio                                              | 1981  | Texte et illustrations de Nadine Forster et Maurice Tapiero, d'après les émissions télévisées d'Antenne 2 | Alain Louis          | Avec les voix de Ghislaine Gibert, Josiane Gibert, Robert Roanne et Suzanne Colin. La chanson Pinocchio, joli pantin interprétée est par Danielle Licari.                                                                                               | Livre cartonné 24 pages - EP 45t.                                                    |

#### Série 10 000: Format carré 17 cm avec EP
Cette collection de 45 tours (2 titres) sans livret est consacrée principalement à la publication de chansons extraites ou adaptées d'émissions télévisuelles pour la jeunesse, diffusées sur les chaînes nationales françaises ou de langue française.
| Réf.      | Titre                                               | Année | Auteurs | Comédiens, chanteurs, musiciens | Illustrations, format et notes   |
| LPM 10511 | Les Chansons de 1, rue Sésame                       | 1978  | d'après les émissions télévisées de TF1 | Avec les voix de Claude Sonneville (Ernest et Toccata), Guy Leroy (Bart), Francois Ossent (Macaron), Olga Forest (Getrude), Christian Valmory (Grover), Nini Locasto, Denis Demoulin (Mordicus), Roger Elcourt (Roger) et Monique Tarbès (Clémence) |                                  |
| LPM 10515 | On chante dans la rue Sésame                        | 1980  | Claude Sonneville (paroles), d'après les émissions télévisées de TF1                                                                             | Avec les voix de Roger Elcourt (Roger), René Lafleur (Domine) et Georges Mosca (Mordicus) |                                  |
| LPM 11008 | L'Île aux enfants                                   | 197?  | Christophe Izard (paroles), Roger Pouly (musique), d'après les émissions télévisées de TF1                                                       | L'Île aux enfants par Anne Germain / La Chanson de Casimir par Yves Brunier. | Illustrations de Anne Hofer      |
| LPM 11018 | Jouez à chanter les chansons de Toccata et Mordicus | 1978  | Danièle Héran (paroles) et Jean Morlier (musique), d'après les émissions télévisées de TF1                                                       | Chanson de Toccata / Chanson de Mordicus Avec Claude Sonneville (Toccata), Denis Demoulin (Mordicus) et Robert Lafont (guitare) |                                  |
| LPM 11021 | Les Chansons de Maya l'abeille                      | 1978  | Pierre Delanoë, Karel Svoboda, Florian Clusano et Pierre Cholodenko (paroles et musique) d'après les émissions télévisées de TF1                 | Maya l'abeille par Nadine Delanoë et Brigitte Winstel / La Chanson de Flip par Maurice Baquet. |                                  |
| LPM 11027 | Wickie le viking                                    | 1979  | Christian Brunhs (paroles), Jean Baïtzouroff et Karel Svoboda (musique) d'après le dessin animé homonyme                                         | Wickie le viking par Michel Barouille / Musique de Wickie le viking par l'orchestre de Jean Baïtzouroff. |                                  |
| LPM 11035 | Les Chansons de 1, rue Sésame                       | 1979  | d'après les émissions télévisées de TF1 | La Ballade de l'escargot par Marie Ruggeri La Leçon de peinture par Nicole Darde |                                  |
| LPM 11036 | Les Chansons de 1, rue Sésame                       | 1979  | d'après les émissions télévisées de TF1 | La Tomate et les Maths par Liliane Davis et Olivier Constantin Ça arrive à tout le monde par Michel Barouille |                                  |
| LPM 11039 | Le trio Sésame chante                               | 1979  | d'après les émissions télévisées de TF1 | Chanson pour Noël / Le Rock de la souris. Avec les voix de Georges Mosca (Mordicus), Roger Elcourt (Roger) et René Lafleur (Dominé) |                                  |
| LPM 11047 | Les Chansons de Pierrot                             | 1981  | Pierre Levie (paroles), Alain Pierre (musique)                                                                                                   | Pierrot déménage par Danielle Licari / La Chanson de Boutitou par Jean Stout. Arrangements et orchestre dirigé par Robert Quibel. | Illustrations de Nadine Forster. |
| LPM 11050 | Deux nouvelles chansons de 1, rue Sésame            | 1981  | d'après les émissions télévisées de TF1 | Le Petit Train par Roger Elcourt / Le Manège par Roger Elcourt. Avec les voix de Georges Mosca (Mordicus), Roger Elcourt (Roger) et René Lafleur (Dominé)                                                                                           |                                  |
| LPM 11056 | Onze pour une coupe                                 | 1982  | Michel Salva, Luc Florian, Éric Charden (paroles), Éric Charden, Bob Brault et Alain Pewzner (musique). Générique de l'émission télévisée de FR3 | Onze pour une coupe par Alain Chaufour et Martin / Les Supporters par Alain Chaufour et Martin |                                  |